# Manucodia
Manucodia – rodzaj ptaków z rodziny cudowronek (Paradisaeidae).

## Zasięg występowania
Rodzaj obejmuje gatunki występujące na Nowej Gwinei i pobliskich wyspach.

## Morfologia
Długość ciała samców 34–43 cm, samic 31–43 cm; masa ciała samców 164–448 g, samic 150–418 g.

## Systematyka

### Etymologia
- Manucodia: nazwa Manucodiata, którą francuski przyrodnik Mathurin Brisson w 1760 roku przydzielił grupie cudowronek, bazując na jawajskim słowie Manu ko dewata „ptaki bogów”[11].
- Chalybaeus (Calibaeus, Chalybaea, Chalibaeus): fr. nazwa Calybé de la Nouvelle Guinée nadana fałdowronowi zielonawemu przez Louisa Daubentona w jego dziele z lat 1765–1781 na rycinie nr 634[12][13]. Typ nomenklatoryczny: Chalybaeus paradisaeus Cuvier, 1829 (= Paradisea chalybata J.R. Forster, 1781).
- Eucorax: gr. ευ eu „dobry”; κοραξ korax, κορακος korakos „kruk”, od κρωζω krōzō „krakać”[14]. Typ nomenklatoryczny:  Manucodia comrii P.L. Sclater, 1876.
- Manucorax: rodzaj Manucodia Boddaert, 1783; gr. κοραξ korax, κορακος korakos „kruk”, od κρωζω krōzō „krakać”[15]. Typ nomenklatoryczny: Phonygama ater Lesson, 1830.

### Podział systematyczny
Do rodzaju należą następujące gatunki:
- Manucodia ater (Lesson, 1830) – fałdowron czarny
- Manucodia jobiensis Salvadori, 1876 – fałdowron lśniący
- Manucodia chalybatus (J.R. Forster, 1781) – fałdowron zielonawy
- Manucodia comrii P.L. Sclater, 1876 – fałdowron rogaty